# Thuvia van Mars
Thuvia van Mars (Engelse titel: Thuvia, Maid of Mars) is een sciencefictionroman van de Amerikaanse schrijver Edgar Rice Burroughs. Het is het vierde deel uit de Barsoom-reeks en het eerste deel van deze reeks waarin John Carter niet de hoofdpersoon is. 

## Inhoud
Carthoris, de zoon van John Carter, is verliefd op Thuvia, maar zij is al toegewezen aan Kulan Tith, de Jeddak van Kaol. Tijdens een bezoek aan het paleis van Thuvia’s vader, waar Carthoris onder ander zijn nieuwe, zelf uitgevonden kompas voor luchtschepen demonstreert, negeert Thuvia hem dan ook.
Een andere aanbidder van Thuvia, Astor (prins van Dusar), wordt ook door haar afgewezen. Die nacht laat hij Thuvia ontvoeren, en doet het erop lijken dat Carthoris de dader is. Hierdoor komt de vrede tussen Helium, Ptarth en andere Martiaanse steden zwaar onder druk te staan. Ook laat Astor het kompas van Carthoris’ luchtschip saboteren, zodat hij verdwaald. 

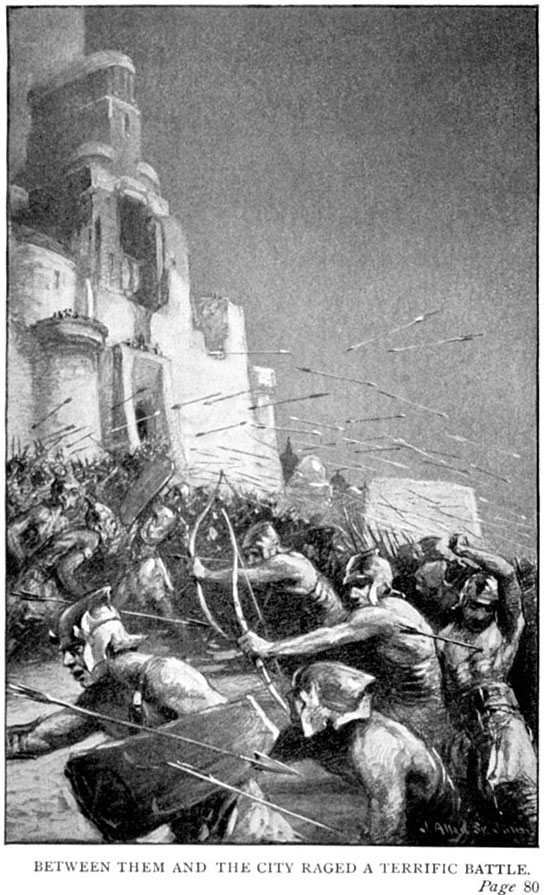
De boogschutters van Lothar vechten tegen de Torquas

Thuvia wordt door haar ontvoerders naar de ruïnes van Aanthor gebracht. Daar worden ze echter overvallen door de Torquas, een groep groene Martianen. Carthoris belandt toevallig ook in deze stad en red Thuvia. Tijdens hun poging terug te keren naar Ptarth, belanden ze in Lothar. Deze stad wordt bewoond door een klein groepje witte Martinanen, die zeer bedreven zijn in telepathie. Ze kunnen met hun gedachten illusies van boogschutters opwekken die zo realistisch lijken, dat ze daadwerkelijk mensen kunnen doden met hun (denkbeeldige) pijlen. Ook kunnen de Lotharianen zichzelf eindeloos in leven houden met enkel hun gedachten. Ze zijn echter al zo lang geïsoleerd van de rest van Barsoom dat ze niet geloven dat er nog andere steden buiten die van henzelf bestaan. Hun doel is om ooit hun denkbeeldige boogschutters permanent leven in te kunnen blazen en zo hun uitstervende soort te redden.
Na de Jeddak van Lothar, Tario, tegen zich in het harnas te hebben gejaagd, moeten Carthoris en Thuvia de stad ontvluchten.  Ze worden geholpen door de Lotharian Jav, maar die blijkt in het geheim zijn eigen plannen te hebben. Door zijn toedoen raken Carthoris en Thuvia gescheiden van elkaar. Thuvia wordt weer gevangen door handlangers van Astor. Carthoris wordt zelf aangevallen door de groene Martianen, maar krijgt hulp van Kar Komak; een van de denkbeeldige boogschutters die daadwerkelijk echt is geworden, zonder dat Tario besefte dat zijn opzet eindelijk was geslaagd. Samen gaan ze naar Dusar. Thuvia is daar ook. Carthoris en Kar Komak redden haar en haasten zich terug naar  Ptarth. Daar blijkt de oorlog al begonnen te zijn. Ook Kulan Tith is erbij betrokken, maar zijn luchtschip is neergestort en hij blijkt aangevallen te worden door Groene Martianen. Carthoris komt hem te hulp. Als dank verbreekt Kulan Tith Thuvia’s belofte, en is ze vrij om toch met Carthoris te trouwen.

## Achtergrond
Burroughs begon in april 1914 te werken aan Thuvia, Maid of Mars onder de werktitel "Carthoris". Hij had een druk schema daar hij ook aan andere verhalen werkte. Ondertussen had Robert H. Davis Newell Metcalf opgevolgd als redacteur van All-Story Magazine, welke was gefuseerd tot All-story Cavalier Weekly. Davis las enkele van Burroughs eerdere werken, waaronder Tarzan, en deed hem enkele suggesties voor latere verhalen Burroughs voltooide zijn verhaal op 20 juni 1914. Op 23 juni gaf hij het manuscript in New York aan Davis. Het verhaal werd verspreid over drie delen gepubliceerd op 8, 15, en 22 april. In oktober 1920 werd het verhaal in boekvorm uitgebracht door A. C. McClurg. 
In grote lijnen volgt de roman dezelfde verhaallijn als Burroughs eerdere Barsoom-verhalen. Thuvia, Maid of Mars is echter een van de twee verhalen over Barsoom waarin een filosofische ondertoon is verwerkt, te weten die over de ontwikkeling van mentale vaardigheden ten kostte van fysieke. De Lotharians zijn Martianen die dankzij hun mentale krachten zichzelf in leven kunnen houden zonder te verouderen of voedsel of water tot zich te nemen, en ze kunnen met hun gedachten boogschutters oproepen die zo realistisch zijn dat ze zelfs tegenstanders kunnen doden. Belangrijk is echter dat tegenstanders niet beseffen dat het feitelijk maar een illusie is, anders zou het niet werken. Verder laten ze via telepathie hun stad eruitzien als een gemiddelde Martiaanse samenleving, terwijl in werkelijkheid maar een handvol van de inwoners “echt” zijn en de stad in werkelijkheid al in verval raakt. 

## Afbeeldigen

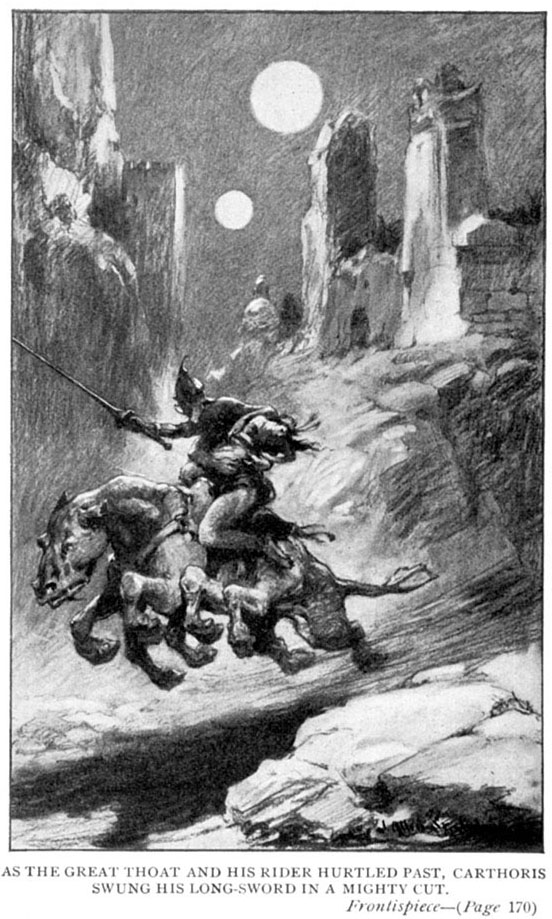
Een groene Martiaan van de Torquas ontvoert Thuvia
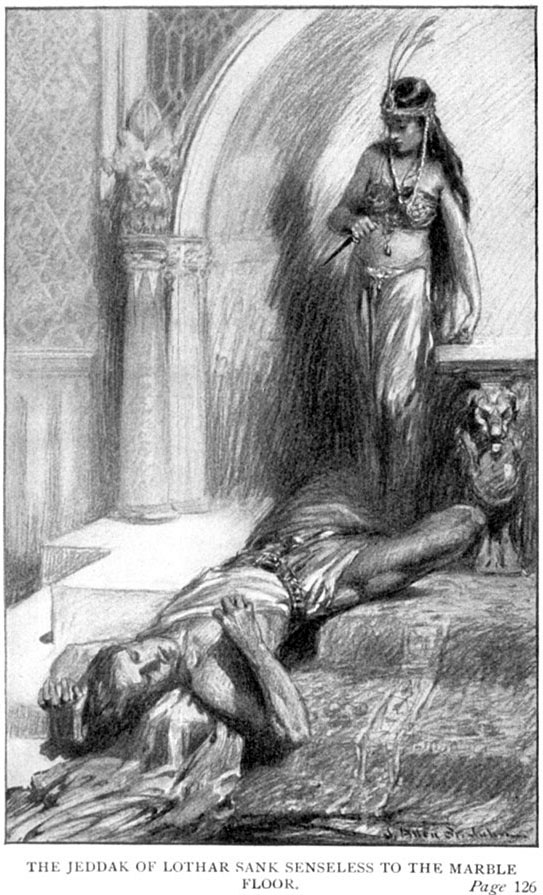
Thuvia steekt Tario neer
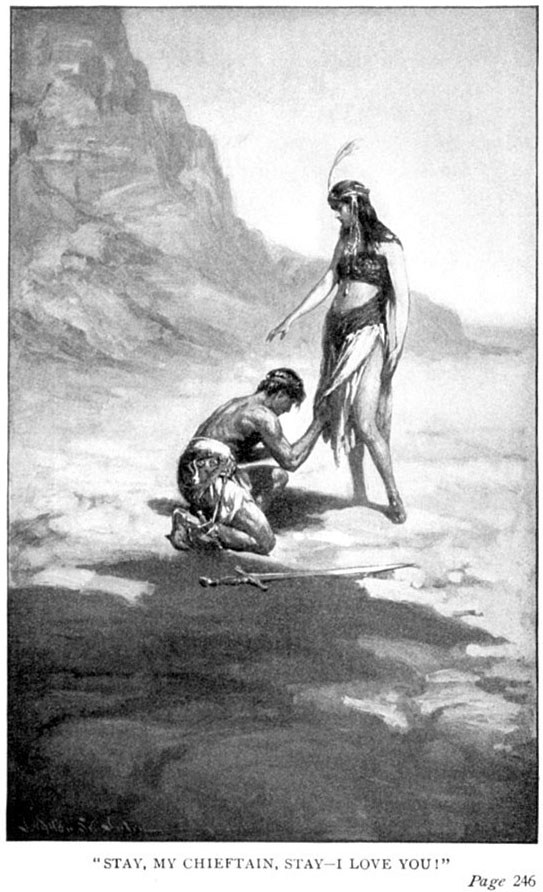
Thuvia en Carthoris
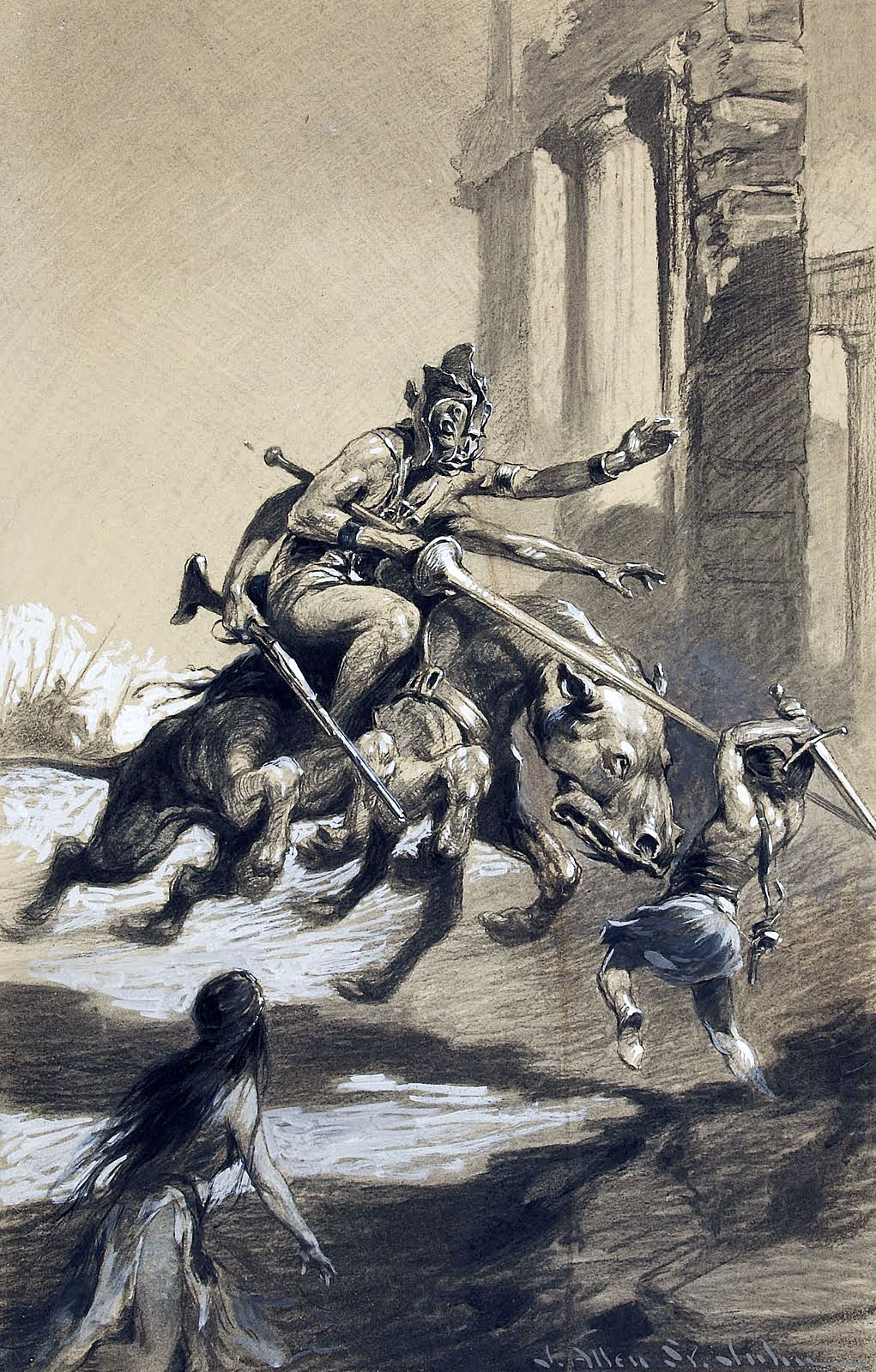
Carthoris vecht tegen de Torquas